# جبل‌پور
جبل‌پور (به هندی: जबलपुर) شهری است با جمعیت ۱٫۰۶۶٫۹۶۵ نفر که در ایالت مادایا پرادش در کشور هند واقع شده‌است.